# Azamara Journey
L’Azamara Journey est un navire de croisière appartenant depuis 2007 à l'opérateur Celebrity Cruises. Il est construit aux Chantiers de l'Atlantique de Saint-Nazaire.
Il a comme sister-ship l’Azamara Quest.

## Histoire
C'est un navire de classe R construit pour la société Renaissance Cruises sous le nom de R-Six en 2000.

Après la faillite de cet opérateur, il est racheté en 2005 par l'opérateur espagnol Pullmantur Cruises qui l'exploite sous le nom de Blue Dream jusqu'en 2005.

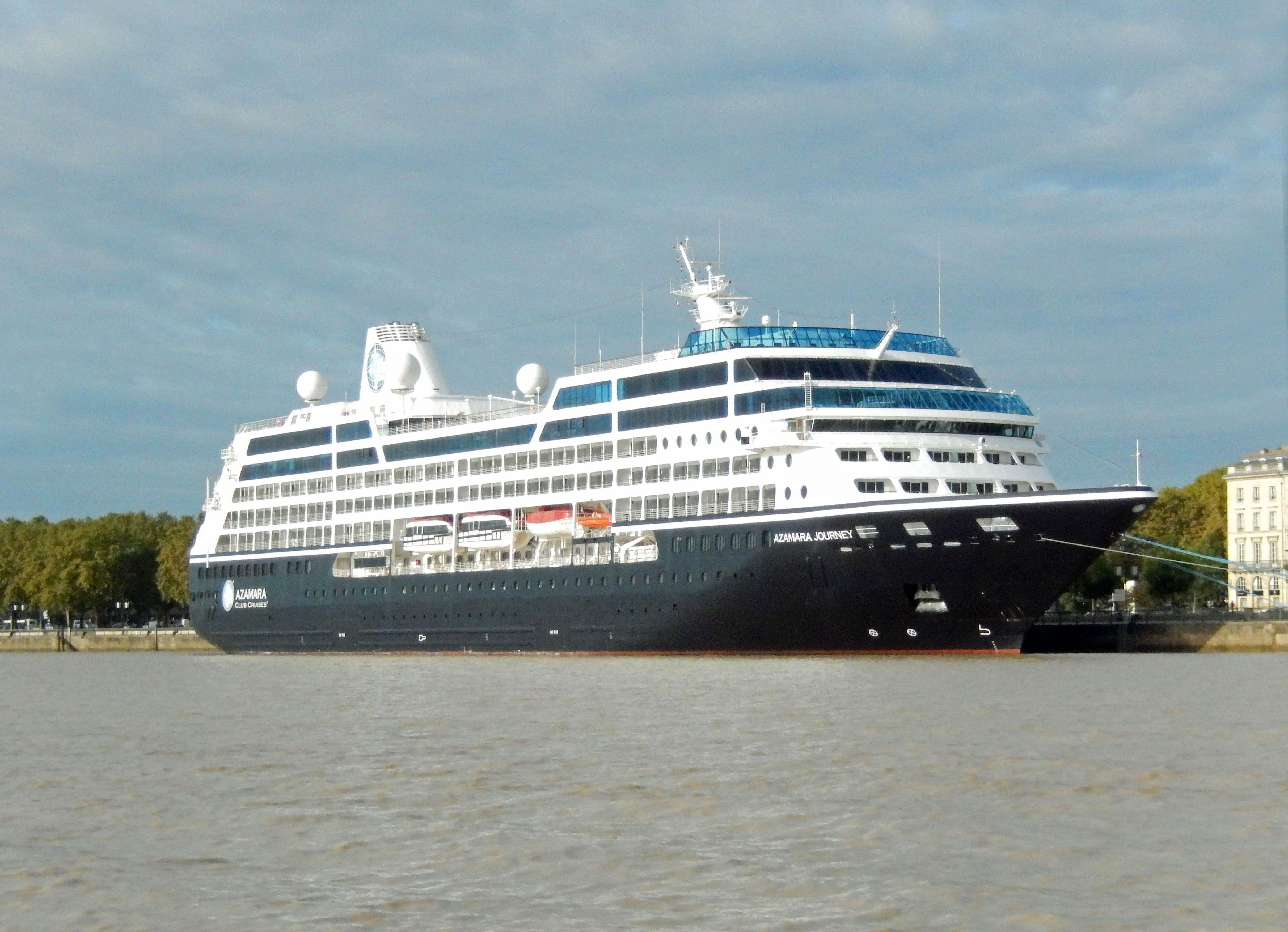
Azamara journey à Bordeaux, Gironde, le 25 août 2014
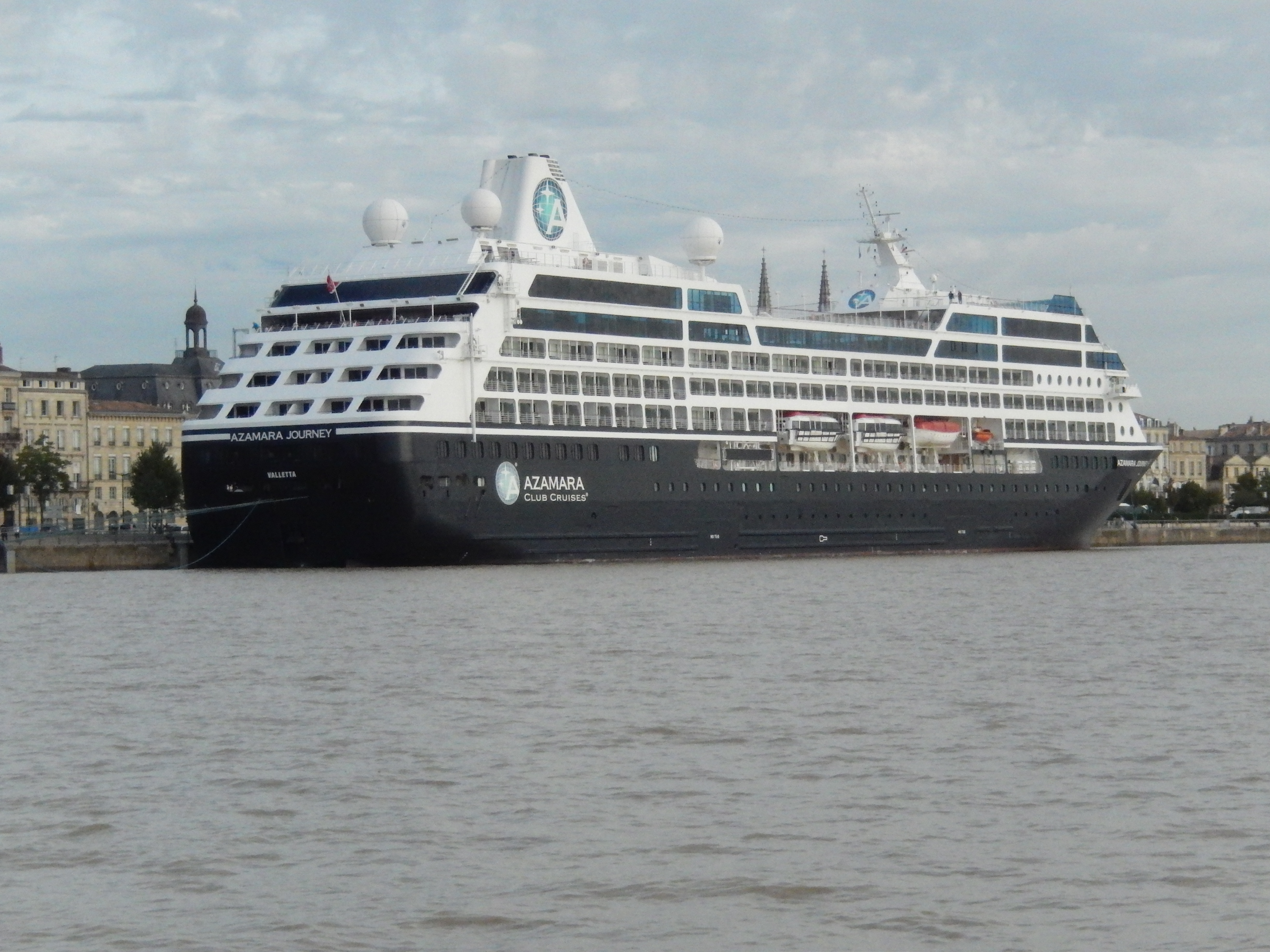
Azamara journey à Bordeaux, Gironde, le 25 août 2014